# Mühlkellergasse (Frauendorf an der Schmida)
Die Mühlkellergasse ist eine einzeilige Kellergasse nördlich von Frauendorf an der Schmida, Gemeinde Sitzendorf an der Schmida. Sie ist eine von ungefähr 1100 Kellergassen in Niederösterreich.

## Beschreibung der Gesamtanlage
Die Kellergasse liegt östlich der Tabormühle, der sie ihren Namen verdankt. Die Anlage besteht aus acht Objekten, die östlich eines etwa 100 Meter langen Zufahrtsweges liegen, der parallel zur Landesstraße 49 verläuft und beidseitig in die L 49 einmündet. Giebel- und traufständige Presshäuser des 18., 19. und frühen 20. Jahrhunderts bilden das Ensemble.

## Beschreibung der einzelnen Objekte

### Objekt 1

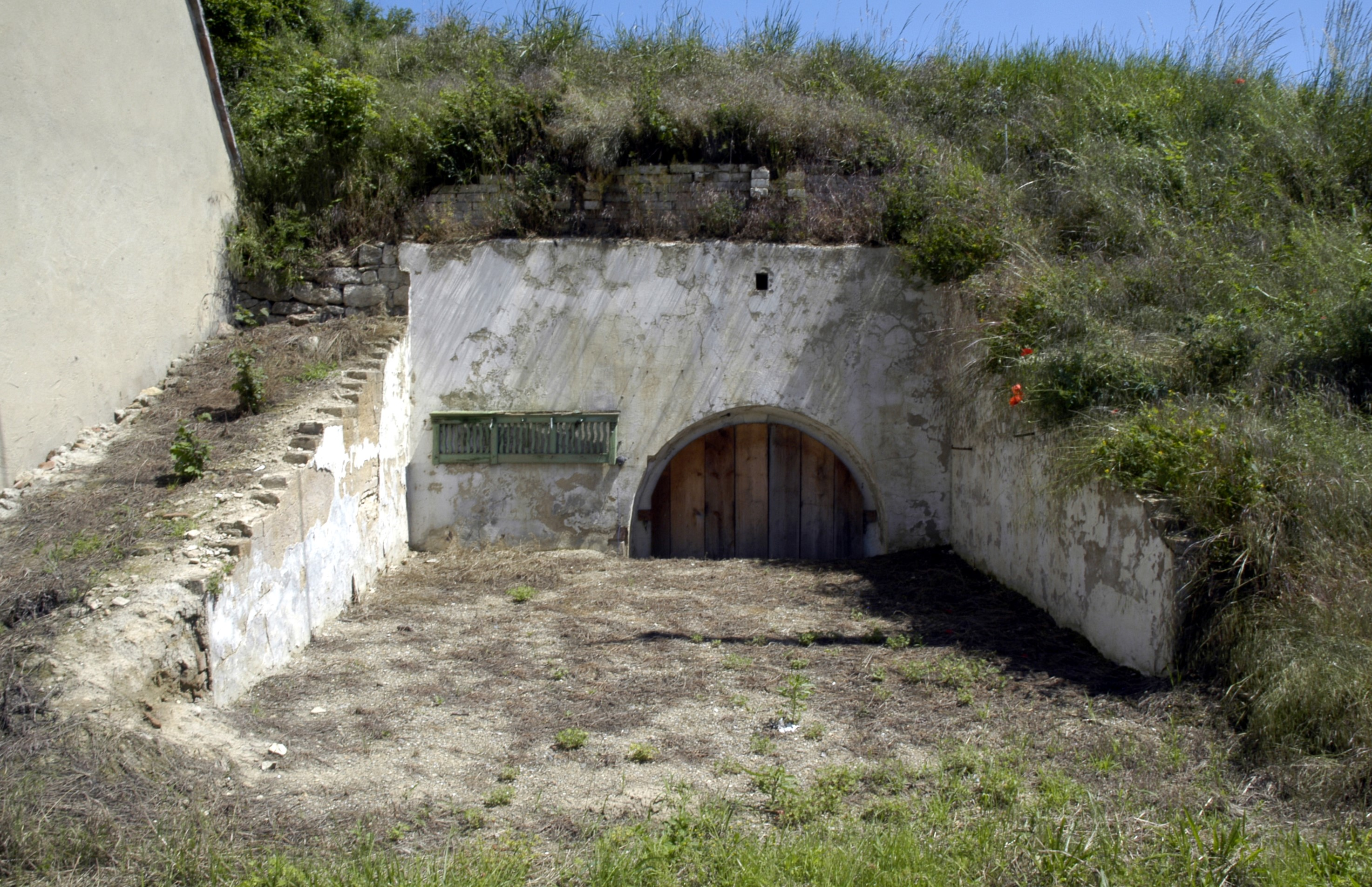
Objekt 1

Direkt an der L 49, noch vor der südlichen Einmündung des Zufahrtsweges zur Mühlkellergasse, stehen die Reste eines Presshauses. Von diesem Gebäude sind nur noch Teile der rechten und linken Umfassungsmauer sowie die komplette Brustmauer mit dem Rundbogenportal, das den Zugang zur Kellerröhre bildet, erhalten.

### Objekt 2

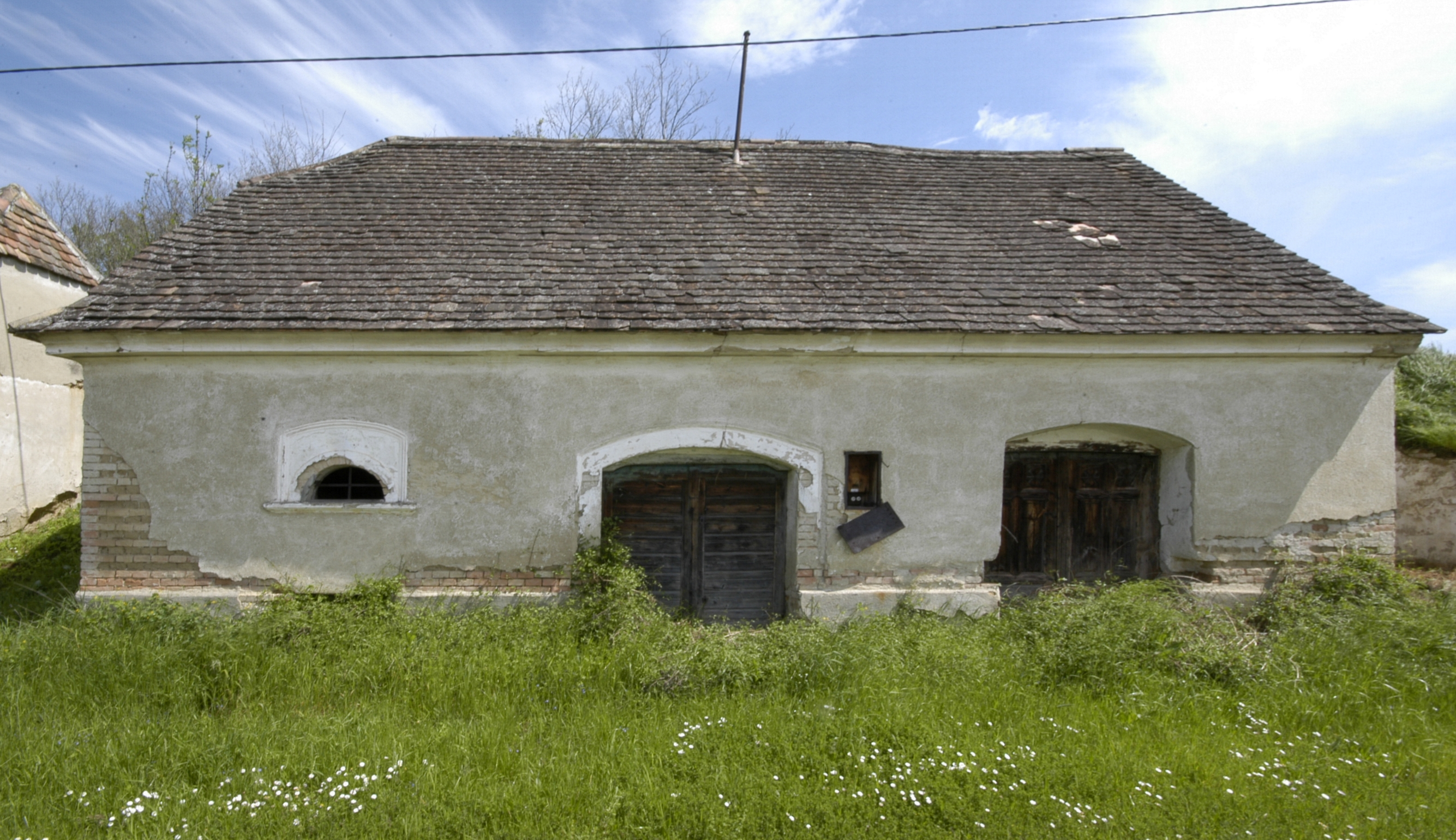
Objekt 2

Das traufständige Presshaus mit Schopfwalmdach aus dem späten 18. Jahrhundert liegt an der südlichen Einmündung des Zufahrtsweges in die L 49.
Über einem Sockel erhebt sich der langgestreckte Ziegelbau mit Traufgesims und segmentbogigem Mittelportal mit Putzfaschen. Rechts davon das ebenfalls segmentbogige Schoßkoar–Türl und links davon eine kleine rundbogige Fensteröffnung mit steinerner Sohlbank. Diese Fensteröffnung dürfte nachträglich verkleinert worden sein wie eine noch vorhandene reliefierte segmentbogige Fensterrahmung zeigt.
Das Presshaus wird nicht genutzt (Stand 2016).

### Objekt 3

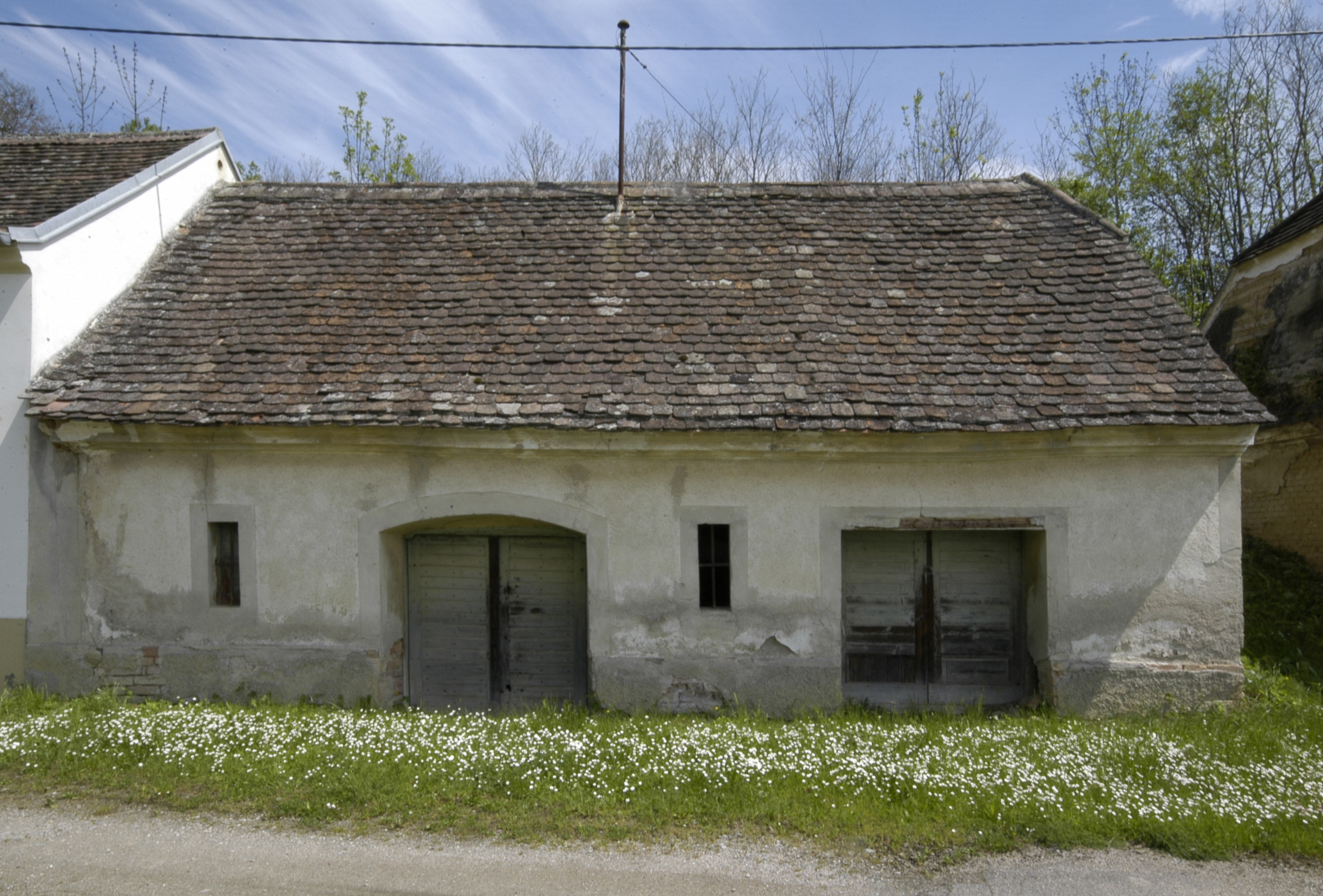
Objekt 3

Dieses aus der Zeit nach 1820 stammende traufständige Objekt liegt, durch einen schmalen Grünstreifen von diesem getrennt, nördlich des Objektes 1. Es ist an der linken Seite an das folgende Presshaus angebaut und das Dach über einem Traufgesims ist daher nur auf der rechten Seite als Schopfwalmdach ausgeführt.
Links von der Mittelachse ist ein Segmentbogenportal und eine schmale rechteckige Fensteröffnung, links der Mittelachse eine gleich große Fensteröffnung und das gleichfalls rechteckige Schoßkoar–Türl. Alle Fenster- und Türöffnungen sind mit Putzfaschen gerahmt. An beiden Ecken der Fassade sind Reste der Eckfaschen zu erkennen.
Das Objekt wird nicht genutzt (Stand 2016).

### Objekt 4

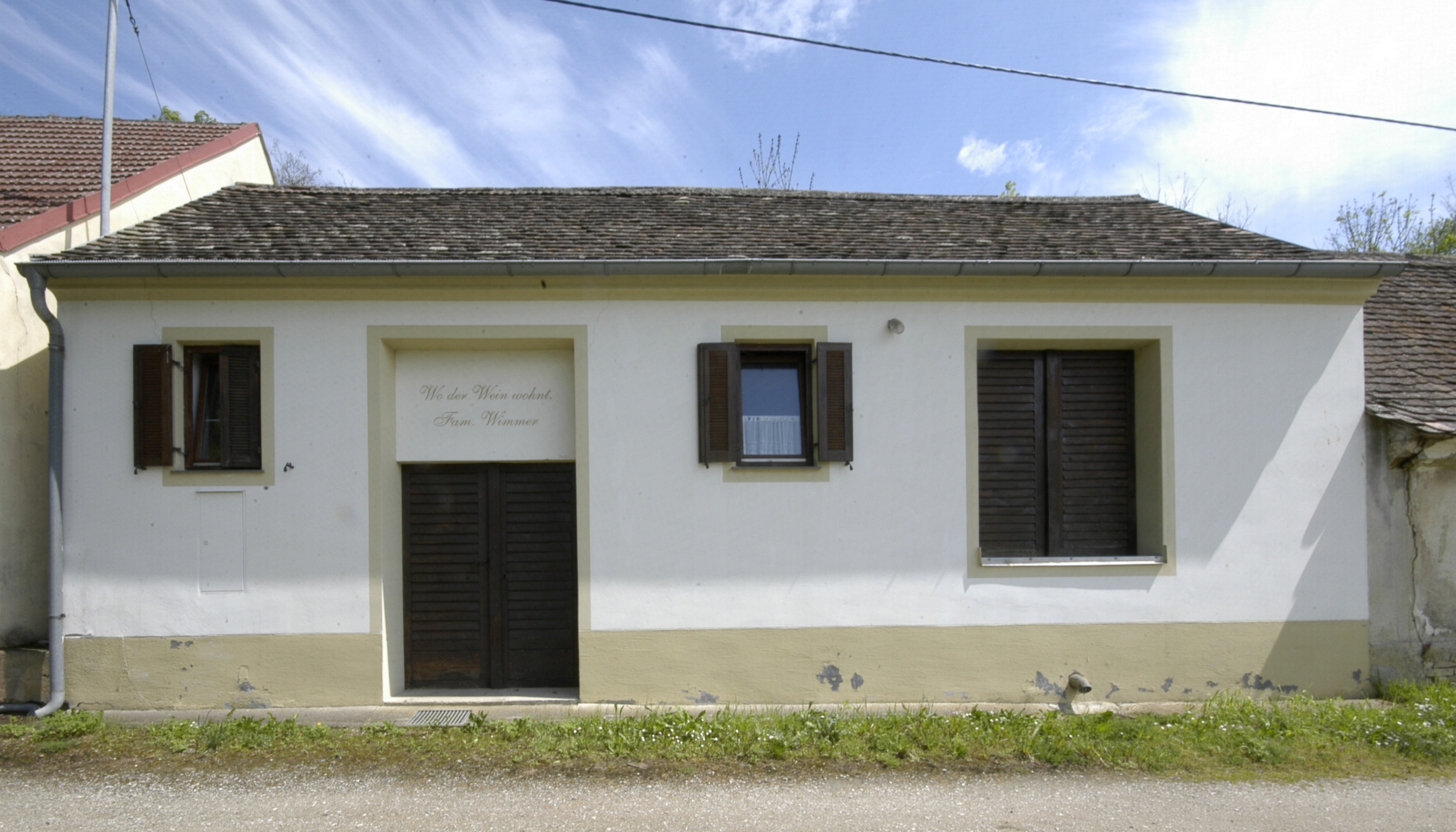
Objekt 4

Das traufständige Objekt hat eine schlichte Fassade mit Satteldach über einem Traufgesims. Links von der Mittelachse ist ein Rechteckportal in dessen Laibung die Inschrift „Wo der Wein wohnt. – Fam. Wimmer“ angebracht ist. Links und rechts davon ist je ein Rechteckfenster mit Fensterläden und rechts außen das nahezu quadratische Schoßkoar–Türl.
Das Portal, die Fenster und das Schoßkoar–Türl sind mit Putzfaschen gerahmt.

### Objekt 5

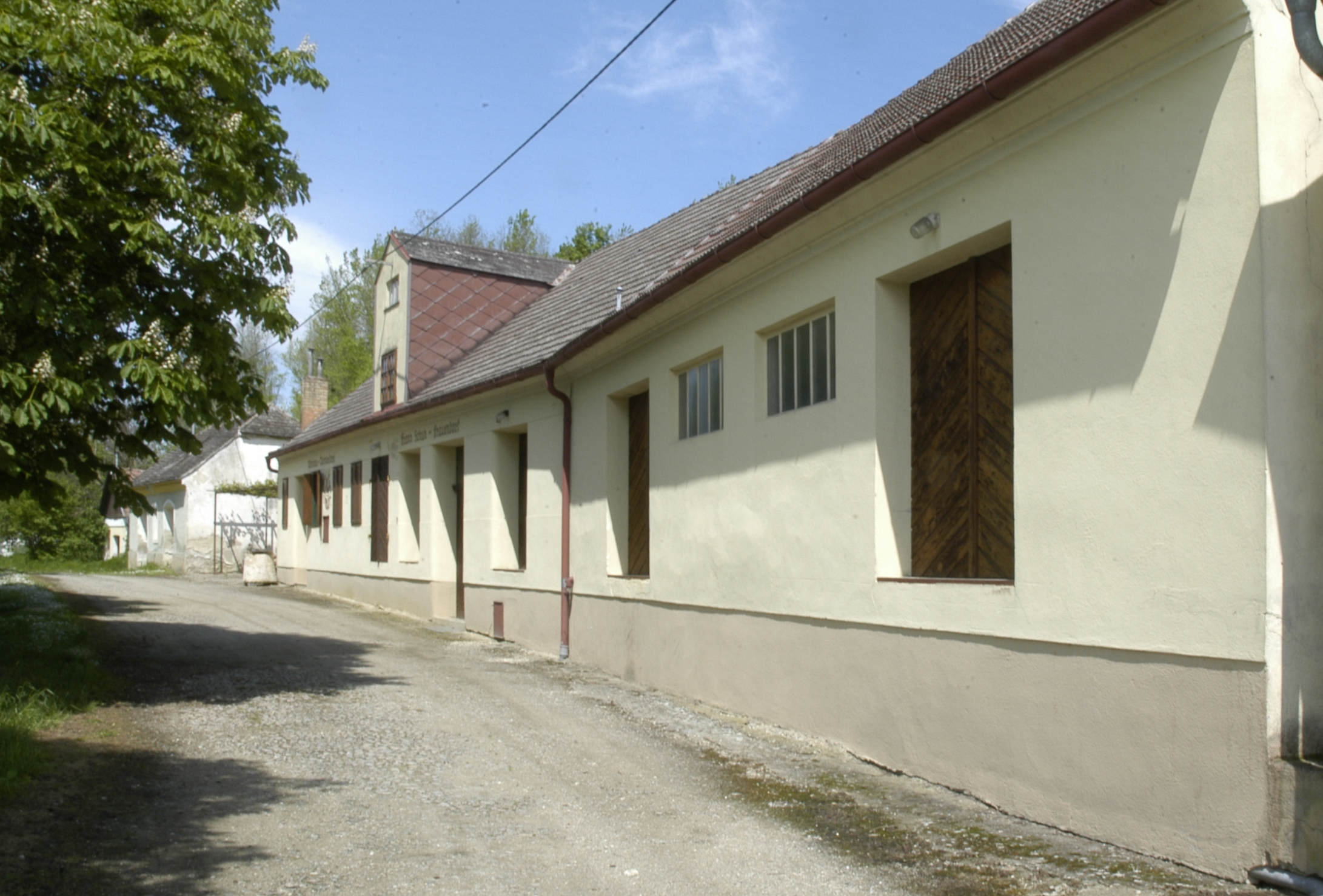
Objekt 5

Das mit Abstand größte Objekt dominiert das gesamte Ensemble der Kellergasse. Es besteht aus zwei aufeinander folgenden Gebäudetrakten, in denen sich neben den Arbeitsräumen für die Vinifizierung, die Lagerung der Traubenmaische und den Verkauf auch Räumlichkeiten im nördlichen Gebäudebereich für die Weinverkostung befinden.
Über einem Sockelbereich erheben sich die glatt verputzten schmucklosen Fassaden, die von einem gekehlten Traufgesims und Satteldächern abgeschlossen werden.
Der Fassade des südlichen Gebäudetraktes ist symmetrisch gegliedert. Zwei verstäbte hoch liegende quadratische Fenster in der Fassadenmitte werden von zwei Schoßkoar–Türln flankiert.
Der in stumpfem Winkel anschließende nördliche Gebäudetrakt hat eine uneinheitlich gegliederte Fassade. Auf ein Schoßkoar–Türl an der rechten Fassadenseite folgt ein Rechteckportal, ein zweites Schoßkoar–Türl, ein hohes Rechteckfenster, drei höher liegende Rechteckfenster, ein Rechteckportal und ein weiteres Rechteckfenster an der linken Fassadenseite. Alle Fensteröffnungen haben doppelseitige Fensterläden.
Unterhalb des Traufgesimses ist eine Inschrift „Weinbau – Weinkellerei“ und „Franz Schuh – Frauendorf“. Die Mitte des Gebäudetraktes betont eine von der Dachtraufe bis zum Giebel reichende Giebelgaube mit einem Flügelfenster in Traufnähe und einem quadratischen Fenster unterhalb des Giebels.

### Objekt 6

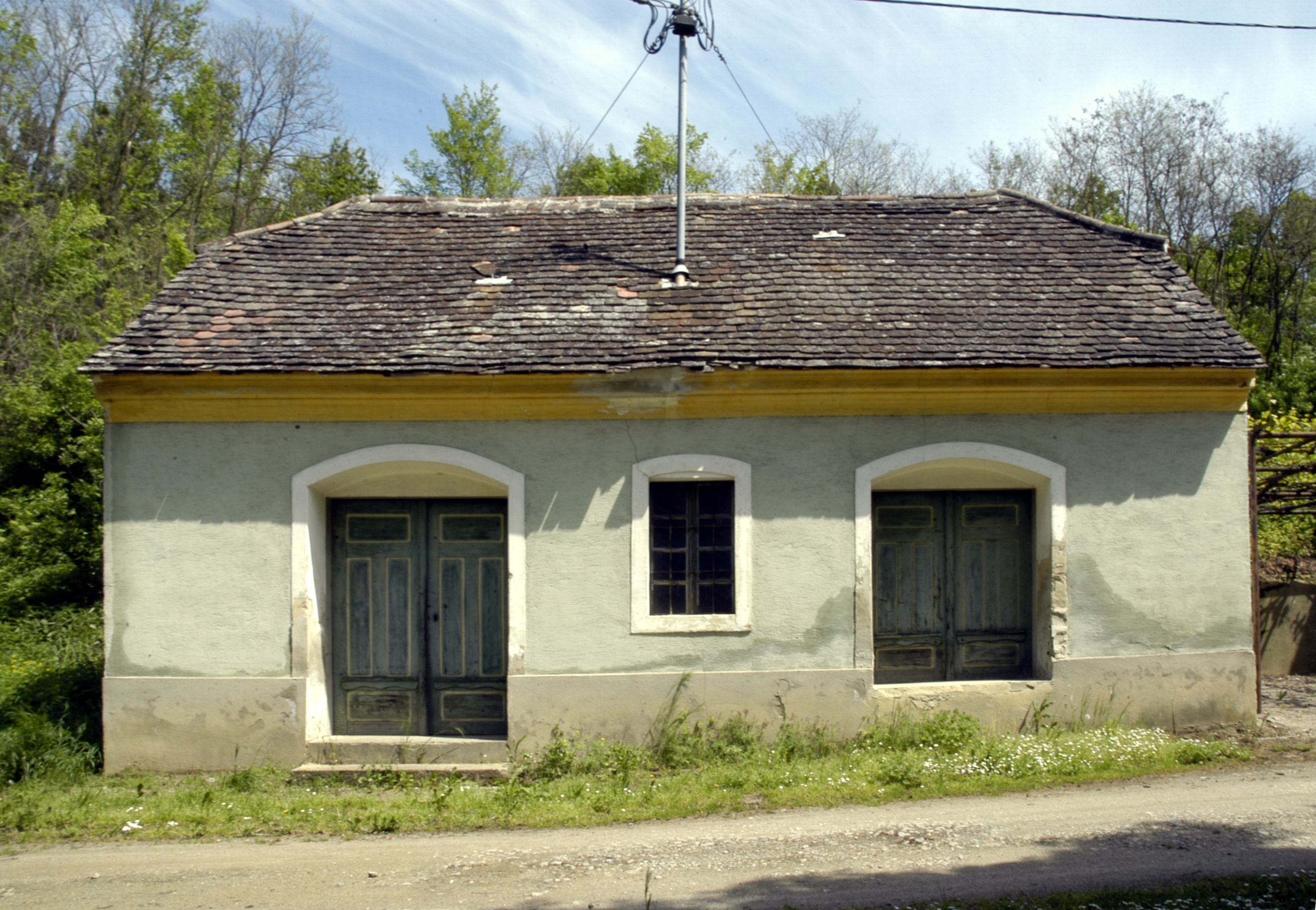
Objekt 6

Auf einen freien mit Weinranken überdachten Platz, der zum Aufenthalt im Freien geeignet ist, folgt dieses traufständige biedermeierliche Presshaus. Über einem Sockelbereich folgt die schlichte Fassade, die von einem breiten zweifach gekehlten Traufgesims und einem Schopfwalmdach abgeschlossen wird.
In der Fassadenmitte ist ein Rechteckfenster, das links von einem Rechteckportal und rechts vom Schoßkoar–Türl flankiert wird. Die drei Fassadenöffnungen liegen in segmentbogigen Laibungen, die mit Putzfaschen gerahmt sind.

### Objekt 7

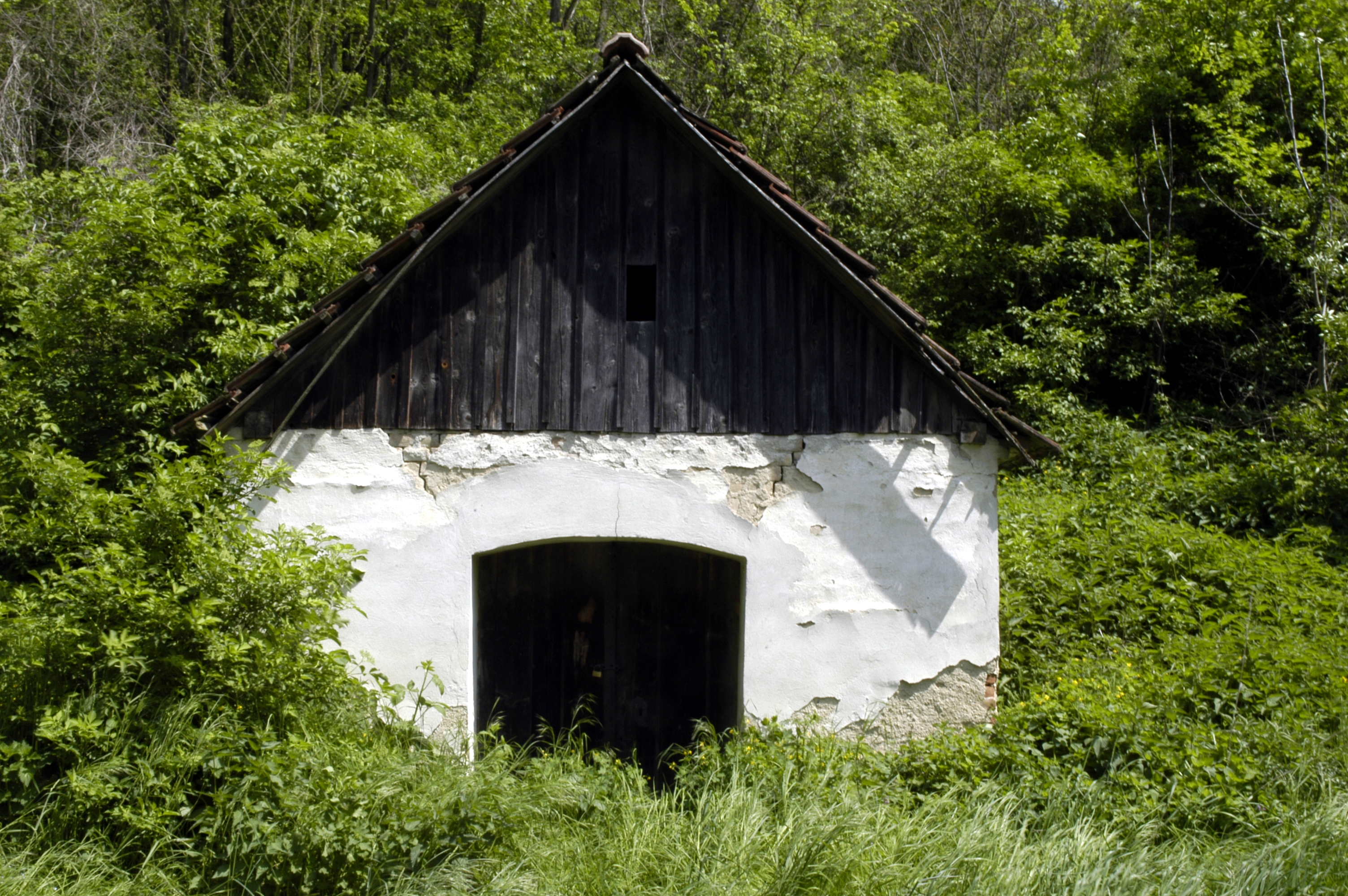
Objekt 7

Dieses giebelständige Objekt stammt aus der Zeit um 1900. In der Mitte der glatt verputzten und beschädigten Fassade ist ein Segmentbogenportal. Den Abschluss bildet ein Satteldach mit verbrettertem Giebel.
Das Objekt wird nicht genutzt (Stand 2016).

### Objekt 8

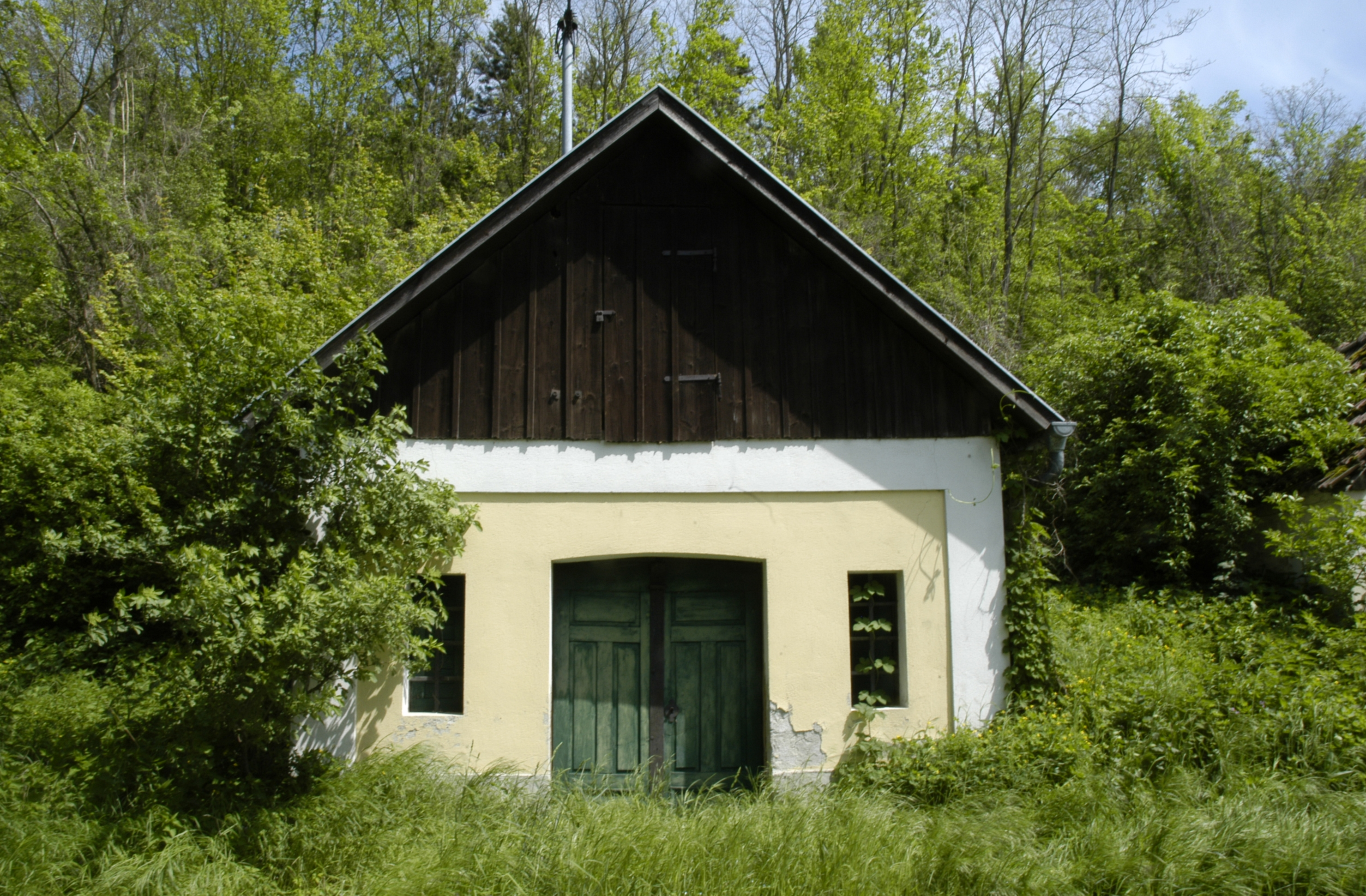
Objekt 8

Ebenfalls aus der Zeit um 1900 stammt dieses giebelständige Objekt mit Satteldach und verbrettertem Giebel.
Die leicht beschädigte Fassade hat oben und auf beiden Seiten eine breite Putzfasche. In der Mitte ist ein Portal unter einem leichten Segmentbogen, das von zwei schmalen Rechteckfenstern flankiert wird.
Im Giebel ist eine mit einem Vorhängeschloss versehene Dachbodentür.

### Objekt 9

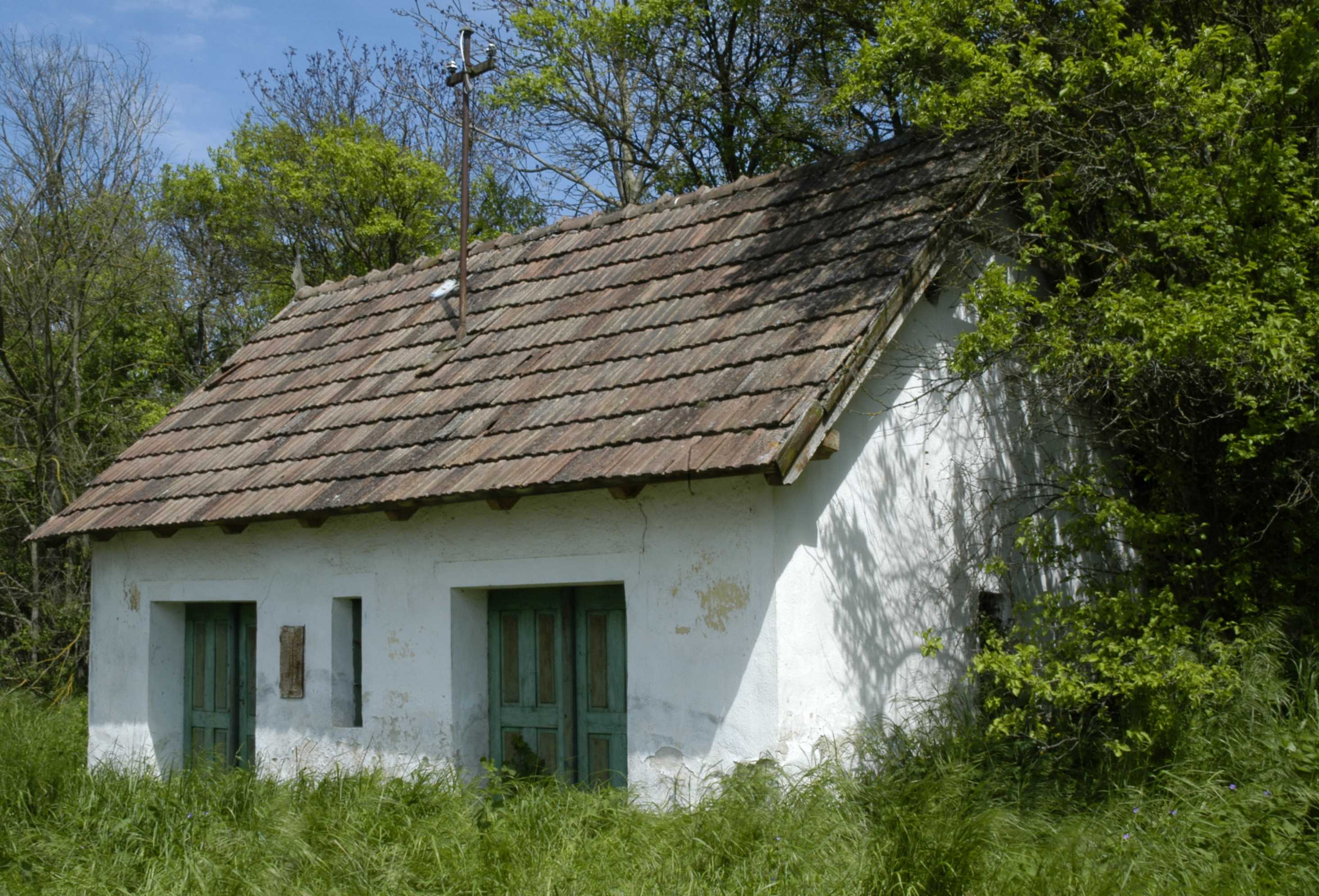
Objekt 9

Den Abschluss der Kellergasse bildet dieses traufständige Presshaus an der nördlichen Anbindung des Zufahrtsweges an die Bundesstraße. Ein sehr schlankes Rechteckfenster wird links von einem Rechteckportal und rechts vom Schoßkoar–Türl flankiert. Alle drei Fassadenöffnungen haben eine zarte Putzfaschenrahmung.
Das Presshaus hat ein Satteldach, das weit über die Fassade hinausreicht, sodass die hervortretenden Dachsparren sichtbar sind.